# Срок сбора торговой задолженности
Длительность или срок сбора торговой задолженности' (англ. Debtor collection period) — показатель, используемый компанией для оценки объёма непогашенной дебиторской задолженности. Отражает среднее время, необходимое для сбора торговой задолженности (дебиторской задолженности по продажам). Измеряется как промежуток времени с момента выставления счета-фактуры до поступления платежа от покупателя.
Рассчитывается следующим образом:
Длительность сбора торговой задолженности = Средняя дебиторская задолженность покупателей/Продажи в кредит × Кол-во дней 365,
где Средняя дебиторская задолженность покупателей = Дебиторская задолженность покупателей на начало периода + Дебиторская задолженность покупателей на конец периода/2,
Продажи в кредит включают продажи товаров с отсроченной оплатой (в отличие от продаж за наличный расчёт).
Следует отметить, что при расчете данного показателя учитывается только та часть дебиторской задолженности, приходящаяся на продажи с отсрочкой платежа и не включает иные позиции в составе дебиторской задолженности, такие как займы, выданные персоналу (например, на покупку жилья), переплата по налогам, авансовые платежи, процентные выплаты по выданным займам, возмещения страховых убытков и прочие. 
При этом, в качестве множителя можно также использовать 12 (для месяцев) или 52 (для недель) для соответствующего расчета индикатора соответственно в месяцах либо неделях.
Длительный период сбора торговой задолженности является признаком медленных или просроченных платежей должников, в то время как снижающее значение показатели указывает на повышенную эффективность компании. Более короткий срок сбора является оптимальным, поскольку компания подвержена короткому периоду риска в отношении своих средств, а также нуждается в меньшем объёме оборотного капитала для введения своей деятельности. Однако, некоторые компании преднамеренно допускают более длительный период сбора торговой задолженности с целью наращивания своих продаж клиентам с более низкой кредитоспособностью. Кроме того, индикатор позволяет компании сравнивать реальный срок сбора задолженности с со сроком сбора задолженности по предоставленным/теоретическим кредитам.